# Відносна геохронологія
Відносна геохронологія — геохронологія що визначає відносний вік осадових, метаморфічних і вулканічних порід за послідовністю нашарування, так званий закон послідовності нашарування датського дослідника Н. Стено (1669 р.), згідно з яким за непорушеного залягання кожний пласт, що залягає вище, є молодшим за той, який знаходиться під ним. Відносна геохронологія користується палеонтологічним методом і визначає відносний вік порід за скам'янілими органічними рештками фауни і флори, які збереглися в цих породах на основі принципу послідовності нашарувань. У результаті виявляють відносну послідовність і час виникнення одних гірських порід чи живих організмів щодо інших.
Відносний вік порід визначається за положенням шарів відносно один до одного (по вертикалі), умовами їхнього формування та площею розповсюдження. 

## Методи визначення відносного геологічного віку
Для визначення відносного геологічного віку використовують такі методи: стратиграфічний, петрографічний, тектонічний та палеонтологічний. Вони дозволяють встановити сутність геологічних подій і простежити їх у часі та просторі.

### Стратиграфічний метод
Стратиграфічний метод ґрунтується на положенні, що шари гірських порід відкладаються послідовно, один за одним. Відповідно, чим вище залягає шар – тим він є молодшим. Однак це є справедливим лише за умов непорушеного залягання гірських порід. В областях зі складною геологічною будовою, тобто там, де породи виведено з горизонтального залягання і вони утворюють складки, зсуви, скиди та ін., застосування стратиграфічного методу дуже ускладнюється або стає зовсім неможливим.

### Петрографічний метод
Петрографічний метод – ґрунтується на детальному вивченні особливостей гірських порід, що складають земну кору. Він може з успіхом застосовуватися для кореляції геологічних розрізів у межах невеликих площ, на яких протягом певного геологічного часу зберігалися однакові фізико-геологічні умови, а тому відкладалися однакові за складом гірські породи. Виокремлення хоча б одного пласта дає змогу геологу виділити цей горизонт в усіх розрізах району.

### Тектонічний метод
Тектонічний метод ґрунтується на встановленні кутових та тектонічних неузгодженостей окремими геологічними підрозділами (світами, ярусами і т. ін.), що також сприяє визначенню їхнього віку. Кутові неузгодженості між підстилаючими та покриваючими пластами вказують на існування тектонічних рухів після формування нижньої світи, а сліди її розмиву свідчать про ерозійні процеси, що відбувалися перед початком відкладання нижнього шару верхньої світи.

### Палеонтологічний метод
Палеонтологічний метод – ґрунтується на тому, що геологічна історія Землі включала в себе й історію розвитку органічного життя. Сліди органічного життя на Землі присутні у гірських породах у вигляді так званих викопних органічних скам’янілостей. Після становлення типів цих організмів (тваринних чи рослинних) можна закріпити їх у часі за окремими комплексами порід. Таким чином, «датою», що встановлює вік пласта, стають рештки організмів із характерними для кожного часу біологічними формами. 
На основі вивчення викопних організмів і рослин (керівних форм) всі відомі осадові відклади в межах усіх континентів вдалося поділити на крупні стратиграфічні одиниці, що мають назву групи. Групи поділяються на менші одиниці – системи; системи – на відділи; відділи – на яруси; яруси – на зони.
За кожною з виділених стратиграфічних одиниць закріплений час її утворення. Так, група відповідає за часом еротемі, система – періоду, відділ – епосі; ярус – віку; зона – часу.
Визначення віку гірських осадових порід ставить питання про умови їхнього утворення. Реконструкція цих умов здійснюється за допомогою фаціального аналізу, основою якого є принцип актуалізму, що запропонований у 1830 р. Ч. Лайелем. Згідно з ним вивчення сучасних геологічних процесів дає ключ до пізнання і відтворення минулих. 
На основі загальноприйнятих міжнародних одиниць стратиграфії та відносної геохронології було створено геохронологічну шкалу, у якій основні підрозділи у більшості випадків є єдиними для усіх країн світу